# Land of Confusion
Land of Confusion è un singolo del gruppo musicale britannico Genesis, pubblicato il 10 novembre 1986 come quarto estratto dal tredicesimo album in studio Invisible Touch. Raggiunse la posizione numero 4 nella Billboard Hot 100, la 14ª nel Regno Unito, la 7ª in Germania, la 8ª in Svizzera e Canada, la 9ª in Nuova Zelanda e Irlanda, la 10ª nei Paesi Bassi ed in Svezia
le musiche sono state prodotte dall’intera band, mentre il testo della canzone è stato scritto da Phil Collins, il quale definì il brano una canzone di protesta sulla situazione politica internazionale dell'epoca.

## Video musicale
Il videoclip del brano fu diretto da Jim Yukich assieme a John Lloyd, uno degli autori della serie televisiva satirica britannica a pupazzi animati Spitting Image; ispirato al testo, ha per protagonisti i pupazzi di figure politiche contemporanee, come Ruhollah Khomeyni, Leonid Il'ič Brežnev, Mikhail Gorbačëv, Jimmy Carter, Ronald Reagan, Nancy Reagan, Richard Nixon, Muʿammar Gheddafi o storiche, come Benito Mussolini, oltre alle caricature di molte star del pop e del rock, come Michael Jackson, Madonna, Prince, Sting e gli stessi Genesis: i tre pupazzi raffiguranti il gruppo comparvero anche sulla copertina del singolo. Il video ottenne la candidatura per diverse categorie degli MTV Video Music Awards 1987.

## Tracce
7" Virgin / GENS 3 (UK)
1. Land of Confusion – 4:45
2. Feeding the Fire – 5:54

7" Atlantic / 7-89336 (US)
1. Land Of Confusion (versione LP) – 4:45
2. Feeding the Fire – 5:54

12" Virgin / GENS 3-12 (UK)
1. Land of Confusion (remixaggio esteso) – 6:55
2. Land of Confusion – 4:45
3. Feeding the Fire – 5:54

12" Virgin / 608 632-213 (Germania)
1. Land of Confusion (remixaggio esteso) – 6:55
2. Land of Confusion – 4:45
3. Feeding the Fire – 5:54

CD Virgin / SNEG 3-12 (UK)
1. Land of Confusion – 4:45
2. Land of Confusion (remixaggio esteso) – 6:55
3. Feeding the Fire – 5:54
4. Do the Neurotic – 7:08

12" Atlantic / PR 968 (US)
1. Land of Confusion (remixaggio esteso) – 6:55
2. Land of Confusion – 4:45

- Remixaggio fatto da John Potoker

## Formazione
- Phil Collins - batteria, percussioni, voce
- Tony Banks - tastiere, voce secondaria
- Mike Rutherford - chitarra, basso elettrico

## Classifiche
| Classifica (1986/87)          | Posizione massima |
| ----------------------------- | ----------------- |
| Australia                     | 21                |
| Austria                       | 27                |
| Belgio (Fiandre)              | 14                |
| Canada                        | 8                 |
| Finlandia                     | 18                |
| Germania                      | 7                 |
| Irlanda                       | 9                 |
| Nuova Zelanda                 | 9                 |
| Paesi Bassi                   | 10                |
| Regno Unito                   | 14                |
| Stati Uniti                   | 4                 |
| Stati Uniti (mainstream rock) | 11                |
| Svezia                        | 10                |
| Svizzera                      | 8                 |

## Cover
La canzone è stata più volte registrata nuovamente come versione tributo da un gran numero di artisti di vario genere:
- L'ex-chitarrista dei Genesis Daryl Stuermer la trasformò in una canzone jazz e la inserì nell'album Another Side of Genesis.
- Fu reinterpretata dal gruppo reggae Fourth Dimension.
- Gli In Flames, una melodic death metal band svedese, fecero una cover per il loro EP Trigger.
- La cantante canadese Nelly Furtado fece una cover del brano durante il suo primo tour da headliner in spagnolo, il Mi Plan Tour.
- Gli Alcazar adattarono il ritornello per la loro canzone This Is the World We Live In.
- Il gruppo alternative metal Disturbed fece una cover per il suo album Ten Thousand Fists.

### Versione dei Disturbed
Il 2 ottobre 2006 il gruppo musicale statunitense Disturbed ha fatto una cover del brano, pubblicata come quarto singolo estratto dal terzo album in studio Ten Thousand Fists. Il cantante David Draiman disse che lo scopo della cover era "prendere una canzone che non è assolutamente del nostro tipo e farla a nostro modo". Il verso originale "And the sound of your laughter" fu sostituito con "In the wake of this madness".
Fu realizzato anche un videoclip per il brano, animato da Todd McFarlane, noto per il suo lavoro nella serie a fumetti Spawn e per essere il creatore dell'anti-eroe di Spider-Man, Venom. McFarlane aveva già animato altri video musicali, come Freak on a Leash dei Korn e Do the Evolution dei Pearl Jam. Stando a McFarlane, il videoclip è "una grande vista del mondo aziendale e come tutto ciò sia legato ad una sola grande bestia... Il mondo è gestito da una cosa gigante, la quale è guidata da avidità e lussuria". Land of Confusion raggiungendo il primo posto nella Mainstream Rock Airplay divenne il primo singolo della band a raggiungere tale traguardo.

#### Video musicale
Il video comincia con la mascotte dei Disturbed, The Guy, che si precipita sulla Terra. In seguito si vedono delle forze armate distinte dal loro logo: il simbolo del dollaro all'interno di un cerchio bianco, il tutto su sfondo rosso. Essi sono seguiti da legioni di soldati vestiti di nero, il che ricorda la Schutzstaffel (squadra di protezione) appartenenti a diverse nazioni. The Guy, dopo essersi liberato dalle catene che lo tenevano imprigionato, sfida i soldati, che nel frattempo assaltano le città. Diversi capi di Stato seduti ad un tavolo con lo stesso logo discutono in modo acceso. Alla fine la ribellione coinvolge anche il popolo di tutto il mondo e The Guy guida i ribelli alla sede delle Nazioni Unite dove sconfiggono i potenti capi ed infine un grande e grosso uomo d'affari che, una volta colpito da The Guy, esplode in una pioggia di banconote.

#### Formazione
- David Draiman - voce
- Dan Donegan - chitarra elettrica, elettronica
- John Moyer - basso elettrico, voce secondaria
- Mike Wengren - batteria

#### Classifiche
| Classifica (2006)             | Posizione massima |
| ----------------------------- | ----------------- |
| Regno Unito                   | 79                |
| Stati Uniti (alternative)     | 18                |
| Stati Uniti (mainstream rock) | 1                 |